# 미국 축구 국가대표팀
미국 축구 국가대표팀(영어: United States men's national soccer team)은 미국을 대표하는 축구 국가대표팀으로 멕시코와 함께 북중미 축구의 양대산맥으로 불린다. 1885년 11월 28일 캐나다와의 경기에서 0-1로 진 적이 있지만 이는 FIFA가 인정하지 않는 비공식 경기이며 공식 첫 A매치 경기는 1916년 8월 20일 스톡홀름에서 열린 스웨덴과의 원정 경기로 이 경기에서 3-2로 승리를 거두었다.

## 역사

### FIFA 월드컵
월드컵 본선에는 10번 출전하여 초대 대회인 1930년 대회에서 3위의 성적을 거두며 제3대륙 국가로는 최초로 월드컵 4강 신화를 달성했다. 그 이후 1950년 FIFA 월드컵 본선에서 조 게이젠스의 결승골에 힘입어 강호 잉글랜드를 1-0으로 꺾는 이변을 일으켰다. 이 경기는 영국 언론 '데일리 메일'이 선정한 역대 월드컵 10대 이변 3위에 등재되기도 했다. 하지만 그 이후 멕시코의 강세에 밀려 40년동안 번번이 지역 예선 탈락을 거듭하다가 1990년부터 2014년까지 7회 연속 월드컵 본선에 진출했으며 이 중 4번의 대회(1994년·2010년·2014년 16강, 2002년 8강)에서 16강 이상의 성적을 거두었다. 그러나 2018년 FIFA 월드컵 북중미카리브 지역 최종 예선에서 6개팀 중 5위에 그치면서 8회 연속 본선 진출에 실패했다.

### CONCACAF 골드컵
골드컵 본선에는 2021년 대회까지 포함해 18번 출전하여 7번의 우승, 5번의 준우승을 차지하면서 8회 우승의 멕시코에 이어 2번째로 가장 많은 우승컵을 들어올렸고 특히 2005년 대회부터 2013년 대회까지 5회 연속 결승에 올라 3번의 우승과 2번의 준우승을 차지하며 멕시코와 더불어 압도적인 성적을 기록하고 있다.

### FIFA 컨페더레이션스컵
컨페더레이션스컵에는 4번 출전해서 이 중 2009년 대회에서 준우승을 차지하는 돌풍을 일으키면서 FIFA 주관 대회 사상 최고 성적을 거두었으며 2번의 대회에서는 4강에 진출하는 성과를 남겼다.

### 코파 아메리카
코파 아메리카에는 초청팀 자격으로 4번 출전하여 이 중 1995년 대회와 코파 아메리카 100주년을 기념하여 홈에서 열린 2016년 대회에서 4강에 진출했다.

### CONCACAF 네이션스리그

#### 2019-20년 리그 A
2018년 월드컵 북중미카리브 지역 최종 예선 직행으로 리그 A에 편입된 미국은 캐나다, 쿠바와 함께 A조에 편성되었고 이후 첫 경기에서 쿠바를 7-0으로 가볍게 눌렀고 캐나다와의 2차전에서는 0-2로 패했지만 또 다시 만난 캐나다와의 최종전에서 4-1의 완승을 거두며 설욕에 성공했고 최종전에서도 쿠바를 4-0으로 대파하며 3승 1패·조 1위로 2020년 6월에 열릴 초대 북중미 네이션스리그 4강 진출과 함께 2021년 CONCACAF 골드컵 본선 진출 티켓을 확보했다.

### 올림픽
하계 올림픽 본선에는 13번 진출하여 23세 이하 대표팀으로 출전한 2000년 대회에서 4강에 진출했다. 또한 팬아메리칸 게임 축구에는 12번 출전하여 금메달 1개, 동메달 2개를 획득했다.

### 기타 국제 대회
US컵에서는 3번의 우승, 1번의 준우승을 차지했고 말보로컵에서는 2번의 우승과 3번의 준우승을 차지했으며 CONCACAF 골드컵의 전신에 해당하는 북미 축구 선수권 대회에서는 2번의 준우승을 차지한 북중미의 강팀이다.

## 코칭스태프

### 역대 감독
| 감독                | 임기        |
| ------------------- | ----------- |
| 데트마어 크라머     | 1974        |
| 보라 밀루티노비치   | 1991 ~ 1995 |
| 브루스 어리나       | 1998 ~ 2006 |
| 밥 브래들리         | 2006 ~ 2011 |
| 브루스 어리나       | 2016 ~ 2017 |
| 그레그 버홀터       | 2018 ~ 2022 |
| 그레그 버홀터       | 2023 ~ 2024 |
| 마우리시오 포체티노 | 2024 ~      |

## 선수

### 현재 선수 명단
다음 22인의 선수들은 2023년 11월 16일과 20일  트리니다드 토바고와의 CONCACAF 네이션스리그 8강전에 참가하는 선수 명단이다.
- 출장 수와 골 수는 2023년 11월 10일  트리니다드 토바고와의 경기 이후 기록이다.

| 번호 | 위치 | 선수                | 생년월일 (나이)        | 출전 | 득점 | 소속                      |
| ---- | ---- | ------------------- | ---------------------- | ---- | ---- | ------------------------- |
| 1    | GK   | 맷 터너             | 1994년 6월 24일(31세)  | 37   | 0    | 노팅엄 포리스트           |
| 18   | GK   | 이선 호바스         | 1995년 6월 9일(30세)   | 9    | 0    | 노팅엄 포리스트           |
| 21   | GK   | 가브리엘 슬로니나   | 2004년 5월 15일(21세)  | 1    | 0    | 오이펜                    |
|      |      |                     |                        |      |      |                           |
| 2    | DF   | 세르지뇨 데스트     | 2000년 11월 3일(24세)  | 32   | 2    | PSV                       |
| 3    | DF   | 캐머런 카터비커스   | 1997년 12월 31일(27세) | 16   | 0    | 셀틱                      |
| 4    | MF   | 크리스 리처즈       | 2000년 3월 28일(25세)  | 14   | 1    | 크리스털 팰리스           |
| 5    | DF   | 앤토니 로빈슨       | 1997년 8월 8일(27세)   | 39   | 4    | 풀럼                      |
| 12   | DF   | 마일스 로빈슨       | 1997년 3월 14일(28세)  | 27   | 3    | 애틀랜타 유나이티드       |
| 13   | DF   | 팀 림               | 1987년 10월 5일(37세)  | 55   | 1    | 풀럼                      |
| 19   | DF   | 조 스캘리           | 2002년 12월 31일(22세) | 8    | 0    | 보루시아 묀헨글라트바흐   |
| 23   | DF   | 크리스토퍼 룬트     | 2002년 5월 14일(23세)  | 3    | 0    | 팔레르모                  |
|      |      |                     |                        |      |      |                           |
| 6    | MF   | 유누스 무사         | 2002년 11월 29일(22세) | 33   | 0    | AC 밀란                   |
| 7    | MF   | 지오바니 레이나     | 2002년 11월 13일(22세) | 24   | 7    | 보루시아 도르트문트       |
| 14   | MF   | 루카 데 라 토레     | 1998년 5월 23일(27세)  | 20   | 0    | 셀타 비고                 |
| 15   | MF   | 팩스턴 에런슨       | 2003년 8월 26일(21세)  | 1    | 0    | 아인트라흐트 프랑크푸르트 |
| 17   | MF   | 말릭 틸만           | 2002년 5월 28일(23세)  | 8    | 0    | PSV                       |
| 22   | MF   | 레너드 말로니       | 1999년 10월 8일(25세)  | 2    | 0    | 하이덴하임                |
|      |      |                     |                        |      |      |                           |
| 9    | FW   | 리카르도 페피       | 2003년 1월 9일(22세)   | 22   | 10   | PSV                       |
| 10   | FW   | 알레한드로 젠데하스 | 1998년 2월 7일(27세)   | 7    | 1    | 아메리카                  |
| 11   | FW   | 브렌든 에런슨       | 2000년 10월 22일(24세) | 38   | 8    | 우니온 베를린             |
| 16   | FW   | 케빈 파레데스       | 2003년 5월 7일(22세)   | 3    | 0    | VfL 볼프스부르크          |
| 20   | FW   | 폴라린 발로건       | 2001년 7월 3일(24세)   | 8    | 3    | 모나코                    |

### 최근 차출
| 위치 | 선수                   | 생년월일 (나이)        | 출전 | 득점 | 소속                  | 최근 소집                                    |
| ---- | ---------------------- | ---------------------- | ---- | ---- | --------------------- | -------------------------------------------- |
| GK   | 드레이크 캘린더        | 1997년 10월 7일(27세)  | 0    | 0    | 인터 마이애미         | 2023년 9월 12일, 오만전                      |
| GK   | 션 존슨                | 1989년 5월 31일(36세)  | 13   | 0    | 토론토 FC             | 2023년 CONCACAF 골드컵                       |
| GK   | 조시 코헨              | 1992년 8월 8일(32세)   | 0    | 0    | 애틀랜타 유나이티드   | 2023년 CONCACAF 네이션스리그 결선 토너먼트예 |
| GK   | 로만 셀렌타노          | 2000년 9월 14일(24세)  | 0    | 0    | FC 신시내티           | 2023년 4월 19일, 멕시코전                    |
| GK   | 잭 스테판              | 1995년 4월 2일(30세)   | 29   | 0    | 맨체스터 시티         | 2023년 3월 27일, 엘살바도르전                |
|      |                        |                        |      |      |                       |                                              |
| DF   | 데후안 존스            | 1997년 6월 24일(28세)  | 7    | 0    | 뉴잉글랜드 레벌루션   | 2023년 10월 17일, 가나전                     |
| DF   | 마크 맥켄지            | 1999년 2월 25일(26세)  | 13   | 0    | 헹크                  | 2023년 9월 12일, 오만전                      |
| DF   | 디안드레 예들린        | 1993년 7월 9일(32세)   | 81   | 0    | 인터 마이애미         | 2023년 CONCACAF 골드컵                       |
| DF   | 에런 롱                | 1992년 10월 12일(32세) | 35   | 3    | 로스앤젤레스 FC       | 2023년 CONCACAF 골드컵                       |
| DF   | 맷 미아즈가            | 1995년 7월 19일(30세)  | 28   | 1    | FC 신시내티           | 2023년 CONCACAF 골드컵                       |
| DF   | 브라이언 레이놀즈      | 2001년 6월 28일(24세)  | 7    | 1    | 베스테를로            | 2023년 CONCACAF 골드컵                       |
| DF   | 제일런 닐              | 2003년 8월 24일(21세)  | 6    | 0    | LA 갤럭시             | 2023년 CONCACAF 골드컵                       |
| DF   | 존 톨킨                | 2002년 7월 31일(22세)  | 3    | 0    | 뉴욕 레드불스         | 2023년 CONCACAF 골드컵                       |
| DF   | 워커 짐머만            | 1993년 5월 19일(32세)  | 42   | 3    | 내슈빌 SC             | 2023년 CONCACAF 네이션스리그 결선 토너먼트   |
| DF   | 오스턴 트러스티        | 1998년 8월 12일(26세)  | 2    | 0    | 셰필드 유나이티드     | 2023년 CONCACAF 네이션스리그 결선 토너먼트   |
| DF   | 샤크 무어              | 1996년 11월 2일(28세)  | 17   | 1    | 내슈빌 SC             | 2023년 4월 19일, 멕시코전                    |
| DF   | 칼렙 와일리            | 2004년 12월 22일(20세) | 1    | 0    | 애틀랜타 유나이티드   | 2023년 4월 19일, 멕시코전                    |
| DF   | 조슈아 윈더            | 2005년 5월 2일(20세)   | 0    | 0    | 벤피카                | 2023년 4월 19일, 멕시코전                    |
| DF   | 조너선 고메즈          | 2003년 9월 1일(21세)   | 2    | 0    | 미란데스              | 2023년 1월 28일, 콜롬비아전                  |
| DF   | 샘 로저스              | 1999년 5월 17일(26세)  | 1    | 0    | 릴레스트룀            | 2023년 1월 28일, 콜롬비아전                  |
|      |                        |                        |      |      |                       |                                              |
| MF   | 웨스턴 매케니          | 1998년 8월 28일(26세)  | 49   | 11   | 유벤투스              | 2023년 11월 16일, 트리니다드 토바고전부      |
| MF   | 조니 카르도소          | 2001년 9월 20일(23세)  | 9    | 0    | 인테르나시오나우      | 2023년 11월 16일, 트리니다드 토바고전예      |
| MF   | 태너 테스만            | 2001년 9월 24일(23세)  | 2    | 0    | 베네치아              | 2023년 9월 12일, 오만전                      |
| MF   | 벤저민 크레마스키      | 2005년 3월 2일(20세)   | 1    | 0    | 인터 마이애미         | 2023년 9월 12일, 오만전                      |
| MF   | 크리스천 롤던          | 1995년 6월 3일(30세)   | 37   | 0    | 시애틀 사운더스       | 2023년 CONCACAF 골드컵                       |
| MF   | 잭슨 율                | 1997년 3월 19일(28세)  | 16   | 0    | 새너제이 어스퀘이크스 | 2023년 CONCACAF 골드컵                       |
| MF   | 잔루카 부시오          | 2002년 5월 28일(23세)  | 13   | 1    | 베네치아              | 2023년 CONCACAF 골드컵                       |
| MF   | 제임스 샌즈            | 2000년 7월 6일(25세)   | 13   | 0    | 뉴욕 시티 FC          | 2023년 CONCACAF 골드컵                       |
| MF   | 조르제 미하일로비치    | 1998년 11월 10일(26세) | 11   | 3    | AZ 알크마르           | 2023년 CONCACAF 골드컵                       |
| MF   | 에이든 모리스          | 2001년 11월 16일(23세) | 4    | 0    | 콜럼버스 크루         | 2023년 CONCACAF 골드컵                       |
| MF   | 앨런 소뇨라            | 1998년 8월 3일(26세)   | 5    | 0    | 우라칸                | 2023년 CONCACAF 골드컵부                     |
| MF   | 켈린 아코스타          | 1995년 7월 24일(30세)  | 58   | 2    | 로스앤젤레스 FC       | 2023년 4월 19일, 멕시코전                    |
| MF   | 팩스턴 포미컬          | 1999년 12월 17일(25세) | 3    | 0    | FC 댈러스             | 2023년 4월 19일, 멕시코전                    |
| MF   | 에릭 윌리엄슨          | 1997년 6월 11일(28세)  | 6    | 0    | 포틀랜드 팀버스       | 2023년 1월 28일, 콜롬비아전                  |
|      |                        |                        |      |      |                       |                                              |
| FW   | 크리스천 풀리식 (주장) | 1998년 9월 18일(26세)  | 64   | 28   | AC 밀란               | 2023년 10월 17일, 가나전                     |
| FW   | 티머시 웨아            | 2000년 2월 22일(25세)  | 35   | 5    | 유벤투스              | 2023년 10월 17일, 가나전                     |
| FW   | 케이드 코웰            | 2003년 10월 14일(21세) | 8    | 1    | 새너제이 어스퀘이크스 | 2023년 9월 12일, 오만전                      |
| FW   | 조던 모리스            | 1994년 10월 26일(30세) | 55   | 11   | 시애틀 사운더스       | 2023년 CONCACAF 골드컵                       |
| FW   | 헤수스 페레이라        | 2000년 12월 24일(24세) | 23   | 15   | FC 댈러스             | 2023년 CONCACAF 골드컵                       |
| FW   | 브랜던 바스케스        | 1998년 10월 14일(26세) | 8    | 4    | FC 신시내티           | 2023년 CONCACAF 골드컵                       |
| FW   | 줄리언 그레셀          | 1993년 12월 16일(31세) | 6    | 0    | 콜럼버스 크루         | 2023년 CONCACAF 골드컵                       |
| FW   | 테일러 부스            | 2001년 5월 31일(24세)  | 2    | 0    | 위트레흐트            | 2023년 CONCACAF 네이션스리그 결선 토너먼트   |
| FW   | 폴 아리올라            | 1995년 2월 5일(30세)   | 50   | 10   | FC 댈러스             | 2023년 4월 19일, 멕시코전예                  |
| FW   | 대릴 다이크            | 2000년 6월 3일(25세)   | 10   | 3    | 웨스트브로미치 앨비언 | 2023년 3월 27일, 엘살바도르전                |
| FW   | 매슈 호프              | 2001년 3월 13일(24세)  | 8    | 1    | 새너제이 어스퀘이크스 | 2023년 1월 28일, 콜롬비아전                  |
| FW   | 이매뉴얼 사비          | 1997년 12월 24일(27세) | 1    | 0    | 르아브르              | 2023년 1월 28일, 콜롬비아전                  |

## 개인 기록

### 선수 기록

#### 최다 출장 선수
| #  | 성명              | 기간      | 출장 | 골 |
| -- | ----------------- | --------- | ---- | -- |
| 1  | 코비 존스         | 1992–2004 | 164  | 15 |
| 2  | 랜던 도너번       | 2000–2014 | 157  | 57 |
| 3  | 마이클 브래들리   | 2006–2019 | 151  | 17 |
| 4  | 클린트 뎀프시     | 2004–2017 | 141  | 57 |
| 5  | 제프 아구스       | 1988–2003 | 134  | 4  |
| 6  | 마르셀로 발보아   | 1988–2000 | 127  | 13 |
| 7  | 다마커스 비즐리   | 2001–2017 | 126  | 17 |
| 8  | 팀 하워드         | 2002–2017 | 121  | 0  |
| 9  | 조지 앨티도어     | 2007–2019 | 115  | 42 |
| 10 | 클라우디오 레이나 | 1994–2006 | 112  | 8  |

2022년 12월 3일 기준

#### 최다 득점 선수
| #  | 선수                | 경력      | 골 | 출장 | 골평균 |
| -- | ------------------- | --------- | -- | ---- | ------ |
| 1  | 클린트 뎀프시       | 2004–2017 | 57 | 141  | 0.40   |
| 1  | 랜던 도너번         | 2000–2014 | 57 | 157  | 0.36   |
| 3  | 조지 앨티도어       | 2007–2019 | 42 | 115  | 0.37   |
| 4  | 에릭 위날다         | 1990–2000 | 34 | 106  | 0.32   |
| 5  | 브라이언 맥브라이드 | 1993–2006 | 30 | 95   | 0.32   |
| 6  | 조맥스 무어         | 1992–2002 | 24 | 100  | 0.24   |
| 7  | 크리스천 풀리식     | 2016–     | 22 | 56   | 0.39   |
| 8  | 브루스 머레이       | 1985–1993 | 21 | 58   | 0.25   |
| 9  | 에디 존슨           | 2004–2014 | 19 | 63   | 0.30   |
| 10 | 어니 스튜어트       | 1990–2004 | 17 | 101  | 0.17   |
| 10 | 다마커스 비즐리     | 2001–2017 | 17 | 126  | 0.14   |
| 10 | 마이클 브래들리     | 2006–2019 | 17 | 151  | 0.11   |

2022년 12월 3일 기준

## 국제대회 기록

### FIFA 월드컵
| FIFA 월드컵 본선 기록   | FIFA 월드컵 본선 기록        | FIFA 월드컵 본선 기록        | FIFA 월드컵 본선 기록        | FIFA 월드컵 본선 기록        | FIFA 월드컵 본선 기록        | FIFA 월드컵 본선 기록        | FIFA 월드컵 본선 기록        | FIFA 월드컵 본선 기록        | FIFA 월드컵 본선 기록        | FIFA 월드컵 예선 기록                    | FIFA 월드컵 예선 기록                    | FIFA 월드컵 예선 기록                    | FIFA 월드컵 예선 기록                    | FIFA 월드컵 예선 기록                    | FIFA 월드컵 예선 기록                    | FIFA 월드컵 예선 기록                    |                  |
| 년도                    | 결과                         | 순위                         | 경기                         | 승                           | 무*                          | 패                           | 득점                         | 실점                         | 승점                         | 경기                                     | 승                                       | 무*                                      | 패                                       | 득점                                     | 실점                                     | 승점                                     |                  |
| ----------------------- | ---------------------------- | ---------------------------- | ---------------------------- | ---------------------------- | ---------------------------- | ---------------------------- | ---------------------------- | ---------------------------- | ---------------------------- | ---------------------------------------- | ---------------------------------------- | ---------------------------------------- | ---------------------------------------- | ---------------------------------------- | ---------------------------------------- | ---------------------------------------- | ---------------- |
| 1930년                  | 4강                          | 3위                          | 3                            | 2                            | 0                            | 1                            | 7                            | 6                            | 6                            | 자동참가                                 | 자동참가                                 | 자동참가                                 | 자동참가                                 | 자동참가                                 | 자동참가                                 | 자동참가                                 |                  |
| 1934년                  | 1라운드                      | 16위                         | 1                            | 0                            | 0                            | 1                            | 1                            | 7                            | 0                            | 1                                        | 1                                        | 0                                        | 0                                        | 4                                        | 2                                        | 3                                        |                  |
| 1938년                  | 기권                         | 기권                         | 기권                         | 기권                         | 기권                         | 기권                         | 기권                         | 기권                         | 기권                         | 기권                                     | 기권                                     | 기권                                     | 기권                                     | 기권                                     | 기권                                     | 기권                                     |                  |
| 1950년                  | 조별리그                     | 10위                         | 3                            | 1                            | 0                            | 2                            | 4                            | 8                            | 3                            | 4                                        | 1                                        | 1                                        | 2                                        | 8                                        | 15                                       | 4                                        |                  |
| 1954년                  | 예선 탈락                    | 예선 탈락                    | 예선 탈락                    | 예선 탈락                    | 예선 탈락                    | 예선 탈락                    | 예선 탈락                    | 예선 탈락                    | 예선 탈락                    | 4                                        | 2                                        | 0                                        | 2                                        | 7                                        | 9                                        | 6                                        |                  |
| 1958년                  | 예선 탈락                    | 예선 탈락                    | 예선 탈락                    | 예선 탈락                    | 예선 탈락                    | 예선 탈락                    | 예선 탈락                    | 예선 탈락                    | 예선 탈락                    | 4                                        | 0                                        | 0                                        | 4                                        | 5                                        | 21                                       | 0                                        |                  |
| 1962년                  | 예선 탈락                    | 예선 탈락                    | 예선 탈락                    | 예선 탈락                    | 예선 탈락                    | 예선 탈락                    | 예선 탈락                    | 예선 탈락                    | 예선 탈락                    | 2                                        | 0                                        | 1                                        | 1                                        | 3                                        | 6                                        | 1                                        |                  |
| 1966년                  | 예선 탈락                    | 예선 탈락                    | 예선 탈락                    | 예선 탈락                    | 예선 탈락                    | 예선 탈락                    | 예선 탈락                    | 예선 탈락                    | 예선 탈락                    | 4                                        | 1                                        | 2                                        | 1                                        | 4                                        | 5                                        | 5                                        |                  |
| 1970년                  | 예선 탈락                    | 예선 탈락                    | 예선 탈락                    | 예선 탈락                    | 예선 탈락                    | 예선 탈락                    | 예선 탈락                    | 예선 탈락                    | 예선 탈락                    | 6                                        | 3                                        | 0                                        | 3                                        | 11                                       | 9                                        | 9                                        |                  |
| 1974년                  | 예선 탈락                    | 예선 탈락                    | 예선 탈락                    | 예선 탈락                    | 예선 탈락                    | 예선 탈락                    | 예선 탈락                    | 예선 탈락                    | 예선 탈락                    | 4                                        | 0                                        | 1                                        | 3                                        | 6                                        | 10                                       | 1                                        |                  |
| 1978년                  | 예선 탈락                    | 예선 탈락                    | 예선 탈락                    | 예선 탈락                    | 예선 탈락                    | 예선 탈락                    | 예선 탈락                    | 예선 탈락                    | 예선 탈락                    | 5                                        | 1                                        | 2                                        | 2                                        | 3                                        | 7                                        | 5                                        |                  |
| 1982년                  | 예선 탈락                    | 예선 탈락                    | 예선 탈락                    | 예선 탈락                    | 예선 탈락                    | 예선 탈락                    | 예선 탈락                    | 예선 탈락                    | 예선 탈락                    | 4                                        | 1                                        | 1                                        | 2                                        | 4                                        | 8                                        | 4                                        |                  |
| 1986년                  | 예선 탈락                    | 예선 탈락                    | 예선 탈락                    | 예선 탈락                    | 예선 탈락                    | 예선 탈락                    | 예선 탈락                    | 예선 탈락                    | 예선 탈락                    | 6                                        | 3                                        | 2                                        | 1                                        | 8                                        | 3                                        | 11                                       |                  |
| 1990년                  | 조별리그                     | 23위                         | 3                            | 0                            | 0                            | 3                            | 2                            | 8                            | 0                            | 10                                       | 5                                        | 4                                        | 1                                        | 11                                       | 4                                        | 19                                       |                  |
| 1994년                  | 16강                         | 14위                         | 4                            | 1                            | 1                            | 2                            | 3                            | 4                            | 4                            | 자동참가(개최국)                         | 자동참가(개최국)                         | 자동참가(개최국)                         | 자동참가(개최국)                         | 자동참가(개최국)                         | 자동참가(개최국)                         | 자동참가(개최국)                         | 자동참가(개최국) |
| 1998년                  | 조별리그                     | 32위                         | 3                            | 0                            | 0                            | 3                            | 1                            | 5                            | 0                            | 16                                       | 8                                        | 6                                        | 2                                        | 27                                       | 14                                       | 30                                       |                  |
| 2002년                  | 8강                          | 8위                          | 5                            | 2                            | 1                            | 2                            | 7                            | 7                            | 7                            | 16                                       | 8                                        | 4                                        | 4                                        | 25                                       | 11                                       | 28                                       |                  |
| 2006년                  | 조별리그                     | 25위                         | 3                            | 0                            | 1                            | 2                            | 2                            | 6                            | 1                            | 18                                       | 12                                       | 4                                        | 2                                        | 35                                       | 11                                       | 40                                       |                  |
| 2010년                  | 16강                         | 12위                         | 4                            | 1                            | 2                            | 1                            | 5                            | 5                            | 5                            | 18                                       | 13                                       | 2                                        | 3                                        | 42                                       | 16                                       | 41                                       |                  |
| 2014년                  | 16강                         | 15위                         | 4                            | 1                            | 1                            | 2                            | 5                            | 6                            | 4                            | 16                                       | 11                                       | 2                                        | 3                                        | 26                                       | 14                                       | 35                                       |                  |
| 2018년                  | 예선 탈락                    | 예선 탈락                    | 예선 탈락                    | 예선 탈락                    | 예선 탈락                    | 예선 탈락                    | 예선 탈락                    | 예선 탈락                    | 예선 탈락                    | 16                                       | 7                                        | 4                                        | 5                                        | 37                                       | 16                                       | 25                                       |                  |
| 2022년                  | 16강                         | 14위                         | 4                            | 1                            | 2                            | 1                            | 3                            | 4                            | 5                            | 14                                       | 7                                        | 4                                        | 3                                        | 21                                       | 10                                       | 25                                       |                  |
| 2026년                  | 자동 본선 진출               | 자동 본선 진출               | 자동 본선 진출               | 자동 본선 진출               | 자동 본선 진출               | 자동 본선 진출               | 자동 본선 진출               | 자동 본선 진출               | 자동 본선 진출               | 자동참가(개최국)                         | 자동참가(개최국)                         | 자동참가(개최국)                         | 자동참가(개최국)                         | 자동참가(개최국)                         | 자동참가(개최국)                         | 자동참가(개최국)                         | 자동참가(개최국) |
| 월드컵 100주년() 2030년 | 미정                         | 미정                         | 미정                         | 미정                         | 미정                         | 미정                         | 미정                         | 미정                         | 미정                         | 미정                                     | 미정                                     | 미정                                     | 미정                                     | 미정                                     | 미정                                     | 미정                                     | 미정             |
| 합계                    | 11회 진출(11/22)             | 4강(3위 1회)                 | 37                           | 9                            | 8                            | 20                           | 40                           | 66                           | 35                           | 168                                      | 84                                       | 40                                       | 44                                       | 287                                      | 191                                      | 292                                      |                  |
| 순위                    | FIFA 월드컵 역대 순위 : 25위 | FIFA 월드컵 역대 순위 : 25위 | FIFA 월드컵 역대 순위 : 25위 | FIFA 월드컵 역대 순위 : 25위 | FIFA 월드컵 역대 순위 : 25위 | FIFA 월드컵 역대 순위 : 25위 | FIFA 월드컵 역대 순위 : 25위 | FIFA 월드컵 역대 순위 : 25위 | FIFA 월드컵 역대 순위 : 25위 | 월드컵 예선 승점 순위 : 8위 (북중미 3위) | 월드컵 예선 승점 순위 : 8위 (북중미 3위) | 월드컵 예선 승점 순위 : 8위 (북중미 3위) | 월드컵 예선 승점 순위 : 8위 (북중미 3위) | 월드컵 예선 승점 순위 : 8위 (북중미 3위) | 월드컵 예선 승점 순위 : 8위 (북중미 3위) | 월드컵 예선 승점 순위 : 8위 (북중미 3위) |                  |

### CONCACAF 골드컵
| 년도                           | 결과                              | 순위                              | 경기                                          | 승                                | 무*                               | 패                                | 득점                              | 실점                              | 승점                              | 경기                            | 승                              | 무*                             | 패                              | 득점                            | 실점                            | 승점                            |                                 |                                 |
| 북중미 축구 선수권 대회 (본선) | 북중미 축구 선수권 대회 (본선)    | 북중미 축구 선수권 대회 (본선)    | 북중미 축구 선수권 대회 (본선)                | 북중미 축구 선수권 대회 (본선)    | 북중미 축구 선수권 대회 (본선)    | 북중미 축구 선수권 대회 (본선)    | 북중미 축구 선수권 대회 (본선)    | 북중미 축구 선수권 대회 (본선)    | 북중미 축구 선수권 대회 (본선)    | 북중미 축구 선수권 대회 (예선)  | 북중미 축구 선수권 대회 (예선)  | 북중미 축구 선수권 대회 (예선)  | 북중미 축구 선수권 대회 (예선)  | 북중미 축구 선수권 대회 (예선)  | 북중미 축구 선수권 대회 (예선)  | 북중미 축구 선수권 대회 (예선)  |                                 |                                 |
| 1963년                         | 불참                              | 불참                              | 불참                                          | 불참                              | 불참                              | 불참                              | 불참                              | 불참                              | 불참                              | 불참                            | 불참                            | 불참                            | 불참                            | 불참                            | 불참                            | 불참                            |                                 |                                 |
| 1965년                         | 기권                              | 기권                              | 기권                                          | 기권                              | 기권                              | 기권                              | 기권                              | 기권                              | 기권                              | 기권                            | 기권                            | 기권                            | 기권                            | 기권                            | 기권                            | 기권                            |                                 |                                 |
| 1967년                         | 불참                              | 불참                              | 불참                                          | 불참                              | 불참                              | 불참                              | 불참                              | 불참                              | 불참                              | 불참                            | 불참                            | 불참                            | 불참                            | 불참                            | 불참                            | 불참                            |                                 |                                 |
| 1969년                         | 예선 탈락                         | 예선 탈락                         | 예선 탈락                                     | 예선 탈락                         | 예선 탈락                         | 예선 탈락                         | 예선 탈락                         | 예선 탈락                         | 예선 탈락                         | 2                               | 0                               | 0                               | 2                               | 0                               | 3                               | 0                               |                                 |                                 |
| 1971년                         | 불참                              | 불참                              | 불참                                          | 불참                              | 불참                              | 불참                              | 불참                              | 불참                              | 불참                              | 불참                            | 불참                            | 불참                            | 불참                            | 불참                            | 불참                            | 불참                            |                                 |                                 |
| 1973년                         | 예선 탈락                         | 예선 탈락                         | 예선 탈락                                     | 예선 탈락                         | 예선 탈락                         | 예선 탈락                         | 예선 탈락                         | 예선 탈락                         | 예선 탈락                         | 4                               | 0                               | 1                               | 3                               | 6                               | 10                              | 1                               |                                 |                                 |
| 1977년                         | 예선 탈락                         | 예선 탈락                         | 예선 탈락                                     | 예선 탈락                         | 예선 탈락                         | 예선 탈락                         | 예선 탈락                         | 예선 탈락                         | 예선 탈락                         | 5                               | 1                               | 2                               | 2                               | 3                               | 7                               | 5                               |                                 |                                 |
| 1981년                         | 예선 탈락                         | 예선 탈락                         | 예선 탈락                                     | 예선 탈락                         | 예선 탈락                         | 예선 탈락                         | 예선 탈락                         | 예선 탈락                         | 예선 탈락                         | 4                               | 1                               | 1                               | 2                               | 4                               | 8                               | 4                               |                                 |                                 |
| 1985년                         | 조별리그                          | 6위                               | 4                                             | 2                                 | 1                                 | 1                                 | 4                                 | 3                                 | 7                                 | 6                               | 3                               | 2                               | 1                               | 8                               | 3                               | 11                              |                                 |                                 |
| 1989년                         | 결선리그                          | 2위                               | 8                                             | 4                                 | 3                                 | 1                                 | 6                                 | 3                                 | 15                                | 2                               | 1                               | 1                               | 0                               | 5                               | 1                               | 4                               |                                 |                                 |
| CONCACAF 골드컵 (본선)         | CONCACAF 골드컵 (본선)            | CONCACAF 골드컵 (본선)            | CONCACAF 골드컵 (본선)                        | CONCACAF 골드컵 (본선)            | CONCACAF 골드컵 (본선)            | CONCACAF 골드컵 (본선)            | CONCACAF 골드컵 (본선)            | CONCACAF 골드컵 (본선)            | CONCACAF 골드컵 (본선)            | CONCACAF 골드컵 (예선)          | CONCACAF 골드컵 (예선)          | CONCACAF 골드컵 (예선)          | CONCACAF 골드컵 (예선)          | CONCACAF 골드컵 (예선)          | CONCACAF 골드컵 (예선)          | CONCACAF 골드컵 (예선)          |                                 |                                 |
| 1991년                         | 우승                              | 1위                               | 5                                             | 4                                 | 1                                 | 0                                 | 10                                | 3                                 | 13                                | 자동참가 (북아메리카 축구 연맹) | 자동참가 (북아메리카 축구 연맹) | 자동참가 (북아메리카 축구 연맹) | 자동참가 (북아메리카 축구 연맹) | 자동참가 (북아메리카 축구 연맹) | 자동참가 (북아메리카 축구 연맹) | 자동참가 (북아메리카 축구 연맹) | 자동참가 (북아메리카 축구 연맹) | 자동참가 (북아메리카 축구 연맹) |
| 1993년                         | 준우승                            | 2위                               | 5                                             | 4                                 | 0                                 | 1                                 | 5                                 | 5                                 | 12                                | 자동참가 (북아메리카 축구 연맹) | 자동참가 (북아메리카 축구 연맹) | 자동참가 (북아메리카 축구 연맹) | 자동참가 (북아메리카 축구 연맹) | 자동참가 (북아메리카 축구 연맹) | 자동참가 (북아메리카 축구 연맹) | 자동참가 (북아메리카 축구 연맹) | 자동참가 (북아메리카 축구 연맹) | 자동참가 (북아메리카 축구 연맹) |
| 1996년                         | 4강                               | 3위                               | 4                                             | 3                                 | 0                                 | 1                                 | 8                                 | 3                                 | 9                                 | 자동참가 (북아메리카 축구 연맹) | 자동참가 (북아메리카 축구 연맹) | 자동참가 (북아메리카 축구 연맹) | 자동참가 (북아메리카 축구 연맹) | 자동참가 (북아메리카 축구 연맹) | 자동참가 (북아메리카 축구 연맹) | 자동참가 (북아메리카 축구 연맹) | 자동참가 (북아메리카 축구 연맹) | 자동참가 (북아메리카 축구 연맹) |
| 1998년                         | 준우승                            | 2위                               | 4                                             | 3                                 | 0                                 | 1                                 | 6                                 | 2                                 | 9                                 | 자동참가 (북아메리카 축구 연맹) | 자동참가 (북아메리카 축구 연맹) | 자동참가 (북아메리카 축구 연맹) | 자동참가 (북아메리카 축구 연맹) | 자동참가 (북아메리카 축구 연맹) | 자동참가 (북아메리카 축구 연맹) | 자동참가 (북아메리카 축구 연맹) | 자동참가 (북아메리카 축구 연맹) | 자동참가 (북아메리카 축구 연맹) |
| 2000년                         | 8강                               | 5위                               | 3                                             | 2                                 | 1                                 | 0                                 | 6                                 | 2                                 | 7                                 | 자동참가 (북아메리카 축구 연맹) | 자동참가 (북아메리카 축구 연맹) | 자동참가 (북아메리카 축구 연맹) | 자동참가 (북아메리카 축구 연맹) | 자동참가 (북아메리카 축구 연맹) | 자동참가 (북아메리카 축구 연맹) | 자동참가 (북아메리카 축구 연맹) | 자동참가 (북아메리카 축구 연맹) | 자동참가 (북아메리카 축구 연맹) |
| 2002년                         | 우승                              | 1위                               | 5                                             | 4                                 | 1                                 | 0                                 | 9                                 | 1                                 | 13                                | 자동참가 (북아메리카 축구 연맹) | 자동참가 (북아메리카 축구 연맹) | 자동참가 (북아메리카 축구 연맹) | 자동참가 (북아메리카 축구 연맹) | 자동참가 (북아메리카 축구 연맹) | 자동참가 (북아메리카 축구 연맹) | 자동참가 (북아메리카 축구 연맹) | 자동참가 (북아메리카 축구 연맹) | 자동참가 (북아메리카 축구 연맹) |
| 2003년                         | 4강                               | 3위                               | 5                                             | 4                                 | 0                                 | 1                                 | 13                                | 4                                 | 12                                | 자동참가 (북아메리카 축구 연맹) | 자동참가 (북아메리카 축구 연맹) | 자동참가 (북아메리카 축구 연맹) | 자동참가 (북아메리카 축구 연맹) | 자동참가 (북아메리카 축구 연맹) | 자동참가 (북아메리카 축구 연맹) | 자동참가 (북아메리카 축구 연맹) | 자동참가 (북아메리카 축구 연맹) | 자동참가 (북아메리카 축구 연맹) |
| 2005년                         | 우승                              | 1위                               | 6                                             | 4                                 | 2                                 | 0                                 | 11                                | 3                                 | 14                                | 자동참가 (북아메리카 축구 연맹) | 자동참가 (북아메리카 축구 연맹) | 자동참가 (북아메리카 축구 연맹) | 자동참가 (북아메리카 축구 연맹) | 자동참가 (북아메리카 축구 연맹) | 자동참가 (북아메리카 축구 연맹) | 자동참가 (북아메리카 축구 연맹) | 자동참가 (북아메리카 축구 연맹) | 자동참가 (북아메리카 축구 연맹) |
| 2007년                         | 우승                              | 1위                               | 6                                             | 6                                 | 0                                 | 0                                 | 13                                | 3                                 | 18                                | 자동참가 (북아메리카 축구 연맹) | 자동참가 (북아메리카 축구 연맹) | 자동참가 (북아메리카 축구 연맹) | 자동참가 (북아메리카 축구 연맹) | 자동참가 (북아메리카 축구 연맹) | 자동참가 (북아메리카 축구 연맹) | 자동참가 (북아메리카 축구 연맹) | 자동참가 (북아메리카 축구 연맹) | 자동참가 (북아메리카 축구 연맹) |
| 2009년                         | 준우승                            | 2위                               | 6                                             | 4                                 | 1                                 | 1                                 | 12                                | 8                                 | 13                                | 자동참가 (북아메리카 축구 연맹) | 자동참가 (북아메리카 축구 연맹) | 자동참가 (북아메리카 축구 연맹) | 자동참가 (북아메리카 축구 연맹) | 자동참가 (북아메리카 축구 연맹) | 자동참가 (북아메리카 축구 연맹) | 자동참가 (북아메리카 축구 연맹) | 자동참가 (북아메리카 축구 연맹) | 자동참가 (북아메리카 축구 연맹) |
| 2011년                         | 준우승                            | 2위                               | 6                                             | 4                                 | 0                                 | 2                                 | 9                                 | 6                                 | 12                                | 자동참가 (북아메리카 축구 연맹) | 자동참가 (북아메리카 축구 연맹) | 자동참가 (북아메리카 축구 연맹) | 자동참가 (북아메리카 축구 연맹) | 자동참가 (북아메리카 축구 연맹) | 자동참가 (북아메리카 축구 연맹) | 자동참가 (북아메리카 축구 연맹) | 자동참가 (북아메리카 축구 연맹) | 자동참가 (북아메리카 축구 연맹) |
| 2013년                         | 우승                              | 1위                               | 6                                             | 6                                 | 0                                 | 0                                 | 20                                | 4                                 | 18                                | 자동참가 (북아메리카 축구 연맹) | 자동참가 (북아메리카 축구 연맹) | 자동참가 (북아메리카 축구 연맹) | 자동참가 (북아메리카 축구 연맹) | 자동참가 (북아메리카 축구 연맹) | 자동참가 (북아메리카 축구 연맹) | 자동참가 (북아메리카 축구 연맹) | 자동참가 (북아메리카 축구 연맹) | 자동참가 (북아메리카 축구 연맹) |
| 2015년                         | 4강                               | 4위                               | 6                                             | 3                                 | 2                                 | 1                                 | 12                                | 5                                 | 11                                | 자동참가 (북아메리카 축구 연맹) | 자동참가 (북아메리카 축구 연맹) | 자동참가 (북아메리카 축구 연맹) | 자동참가 (북아메리카 축구 연맹) | 자동참가 (북아메리카 축구 연맹) | 자동참가 (북아메리카 축구 연맹) | 자동참가 (북아메리카 축구 연맹) | 자동참가 (북아메리카 축구 연맹) | 자동참가 (북아메리카 축구 연맹) |
| 2017년                         | 우승                              | 1위                               | 6                                             | 5                                 | 1                                 | 0                                 | 13                                | 4                                 | 16                                | 자동참가 (북아메리카 축구 연맹) | 자동참가 (북아메리카 축구 연맹) | 자동참가 (북아메리카 축구 연맹) | 자동참가 (북아메리카 축구 연맹) | 자동참가 (북아메리카 축구 연맹) | 자동참가 (북아메리카 축구 연맹) | 자동참가 (북아메리카 축구 연맹) | 자동참가 (북아메리카 축구 연맹) | 자동참가 (북아메리카 축구 연맹) |
| 2019년                         | 준우승                            | 2위                               | 6                                             | 5                                 | 0                                 | 1                                 | 15                                | 2                                 | 15                                | 자동참가 (북아메리카 축구 연맹) | 자동참가 (북아메리카 축구 연맹) | 자동참가 (북아메리카 축구 연맹) | 자동참가 (북아메리카 축구 연맹) | 자동참가 (북아메리카 축구 연맹) | 자동참가 (북아메리카 축구 연맹) | 자동참가 (북아메리카 축구 연맹) | 자동참가 (북아메리카 축구 연맹) | 자동참가 (북아메리카 축구 연맹) |
| 2021년                         | 우승                              | 1위                               | 6                                             | 6                                 | 0                                 | 0                                 | 11                                | 1                                 | 18                                | 4                               | 3                               | 0                               | 1                               | 15                              | 3                               | 9                               |                                 |                                 |
| 합계                           | 18회 진출(18/26)                  | 우승(7회)                         | style="color:#3C3B6E;background-color:white;" | 97                                | 73                                | 13                                | 11                                | 183                               | 62                                | 214                             | 27                              | 9                               | 7                               | 11                              | 41                              | 35                              | 34                              |                                 |
| 순위                           | CONCACAF 북중미 골드컵 순위 : 2위 | CONCACAF 북중미 골드컵 순위 : 2위 | CONCACAF 북중미 골드컵 순위 : 2위             | CONCACAF 북중미 골드컵 순위 : 2위 | CONCACAF 북중미 골드컵 순위 : 2위 | CONCACAF 북중미 골드컵 순위 : 2위 | CONCACAF 북중미 골드컵 순위 : 2위 | CONCACAF 북중미 골드컵 순위 : 2위 | CONCACAF 북중미 골드컵 순위 : 2위 |                                 |                                 |                                 |                                 |                                 |                                 |                                 |                                 |                                 |

### CONMEBOL코파 아메리카
남미 대회이지만 미국은 특별 초청팀으로 몇몇 대회에 참가했다.
| 코파 아메리카 기록 | 코파 아메리카 기록                 | 코파 아메리카 기록                 | 코파 아메리카 기록                 | 코파 아메리카 기록                 | 코파 아메리카 기록                 | 코파 아메리카 기록                 | 코파 아메리카 기록                 | 코파 아메리카 기록                 | 코파 아메리카 기록                 |
| 년도               | 결과                               | 순위                               | 경기                               | 승                                 | 무*                                | 패                                 | 득점                               | 실점                               | 승점                               |
| ------------------ | ---------------------------------- | ---------------------------------- | ---------------------------------- | ---------------------------------- | ---------------------------------- | ---------------------------------- | ---------------------------------- | ---------------------------------- | ---------------------------------- |
| 1993년             | 예선탈락                           | 12위                               | 3                                  | 0                                  | 1                                  | 2                                  | 3                                  | 6                                  | 1                                  |
| 1995년             | 4강                                | 4위                                | 6                                  | 2                                  | 1                                  | 3                                  | 6                                  | 7                                  | 7                                  |
| 1997년             |                                    |                                    |                                    |                                    |                                    |                                    |                                    |                                    |                                    |
| 1999년             |                                    |                                    |                                    |                                    |                                    |                                    |                                    |                                    |                                    |
| 2001년             |                                    |                                    |                                    |                                    |                                    |                                    |                                    |                                    |                                    |
| 2004년             |                                    |                                    |                                    |                                    |                                    |                                    |                                    |                                    |                                    |
| 2007년             | 예선탈락                           | 12위                               | 3                                  | 0                                  | 0                                  | 3                                  | 2                                  | 8                                  | 0                                  |
| 2011년             |                                    |                                    |                                    |                                    |                                    |                                    |                                    |                                    |                                    |
| 2015년             |                                    |                                    |                                    |                                    |                                    |                                    |                                    |                                    |                                    |
| 2016년             | 4강                                | 4위                                | 6                                  | 3                                  | 0                                  | 3                                  | 7                                  | 8                                  | 9                                  |
| 2024년             | 예선탈락                           | 11위                               | 3                                  | 1                                  | 0                                  | 2                                  | 3                                  | 3                                  | 3                                  |
| 합계               | 5회 출전(초청)                     | 4강(2회)                           | 21                                 | 6                                  | 2                                  | 13                                 | 21                                 | 32                                 | 20                                 |
| 순위               | CONMEBOL 코파 아메리카 순위 : 13위 | CONMEBOL 코파 아메리카 순위 : 13위 | CONMEBOL 코파 아메리카 순위 : 13위 | CONMEBOL 코파 아메리카 순위 : 13위 | CONMEBOL 코파 아메리카 순위 : 13위 | CONMEBOL 코파 아메리카 순위 : 13위 | CONMEBOL 코파 아메리카 순위 : 13위 | CONMEBOL 코파 아메리카 순위 : 13위 | CONMEBOL 코파 아메리카 순위 : 13위 |

### FIFA 컨페더레이션스컵
| FIFA 컨페더레이션스컵 기록 | FIFA 컨페더레이션스컵 기록           | FIFA 컨페더레이션스컵 기록           | FIFA 컨페더레이션스컵 기록           | FIFA 컨페더레이션스컵 기록           | FIFA 컨페더레이션스컵 기록           | FIFA 컨페더레이션스컵 기록           | FIFA 컨페더레이션스컵 기록           | FIFA 컨페더레이션스컵 기록           | FIFA 컨페더레이션스컵 기록           |
| 년도                       | 결과                                 | 순위                                 | 경기                                 | 승                                   | 무*                                  | 패                                   | 득점                                 | 실점                                 | 승점                                 |
| -------------------------- | ------------------------------------ | ------------------------------------ | ------------------------------------ | ------------------------------------ | ------------------------------------ | ------------------------------------ | ------------------------------------ | ------------------------------------ | ------------------------------------ |
| 1992년                     | 4강                                  | 3위                                  | 2                                    | 1                                    | 0                                    | 1                                    | 5                                    | 5                                    | 3                                    |
| 1995년                     | 진출 실패                            | 진출 실패                            | 진출 실패                            | 진출 실패                            | 진출 실패                            | 진출 실패                            | 진출 실패                            | 진출 실패                            | 진출 실패                            |
| 1997년                     | 진출 실패                            | 진출 실패                            | 진출 실패                            | 진출 실패                            | 진출 실패                            | 진출 실패                            | 진출 실패                            | 진출 실패                            | 진출 실패                            |
| 1999년                     | 4강                                  | 3위                                  | 5                                    | 3                                    | 0                                    | 2                                    | 6                                    | 3                                    | 9                                    |
| 2001년                     | 진출 실패                            | 진출 실패                            | 진출 실패                            | 진출 실패                            | 진출 실패                            | 진출 실패                            | 진출 실패                            | 진출 실패                            | 진출 실패                            |
| 2003년                     | 조별리그                             | 7위                                  | 3                                    | 0                                    | 1                                    | 2                                    | 1                                    | 3                                    | 1                                    |
| 2005년                     | 진출 실패                            | 진출 실패                            | 진출 실패                            | 진출 실패                            | 진출 실패                            | 진출 실패                            | 진출 실패                            | 진출 실패                            | 진출 실패                            |
| 2009년                     | 준우승                               | 2위                                  | 5                                    | 2                                    | 0                                    | 3                                    | 8                                    | 9                                    | 6                                    |
| 2013년                     | 진출 실패                            | 진출 실패                            | 진출 실패                            | 진출 실패                            | 진출 실패                            | 진출 실패                            | 진출 실패                            | 진출 실패                            | 진출 실패                            |
| 2017년                     | 진출 실패                            | 진출 실패                            | 진출 실패                            | 진출 실패                            | 진출 실패                            | 진출 실패                            | 진출 실패                            | 진출 실패                            | 진출 실패                            |
| 합계                       | 4회 진출(4/10)                       | 준우승(1회)                          | 15                                   | 6                                    | 1                                    | 8                                    | 20                                   | 20                                   | 19                                   |
| 순위                       | FIFA 컨페더레이션스컵 역대 순위: 6위 | FIFA 컨페더레이션스컵 역대 순위: 6위 | FIFA 컨페더레이션스컵 역대 순위: 6위 | FIFA 컨페더레이션스컵 역대 순위: 6위 | FIFA 컨페더레이션스컵 역대 순위: 6위 | FIFA 컨페더레이션스컵 역대 순위: 6위 | FIFA 컨페더레이션스컵 역대 순위: 6위 | FIFA 컨페더레이션스컵 역대 순위: 6위 | FIFA 컨페더레이션스컵 역대 순위: 6위 |

### 하계 올림픽
| 올림픽 축구 기록 | 올림픽 축구 기록 | 올림픽 축구 기록 | 올림픽 축구 기록 | 올림픽 축구 기록 | 올림픽 축구 기록 | 올림픽 축구 기록 | 올림픽 축구 기록 | 올림픽 축구 기록 | 올림픽 축구 기록 |
| 년도             | 결과             | 순위             | 경기             | 승               | 무*              | 패               | 득점             | 실점             | 승점             |
| ---------------- | ---------------- | ---------------- | ---------------- | ---------------- | ---------------- | ---------------- | ---------------- | ---------------- | ---------------- |
| 1900년           | 불참             | 불참             | 불참             | 불참             | 불참             | 불참             | 불참             | 불참             | 불참             |
| 1904년           | 대학 팀으로 참가 | 대학 팀으로 참가 | 대학 팀으로 참가 | 대학 팀으로 참가 | 대학 팀으로 참가 | 대학 팀으로 참가 | 대학 팀으로 참가 | 대학 팀으로 참가 | 대학 팀으로 참가 |
| 1908년           | 불참             | 불참             | 불참             | 불참             | 불참             | 불참             | 불참             | 불참             | 불참             |
| 1912년           | 불참             | 불참             | 불참             | 불참             | 불참             | 불참             | 불참             | 불참             | 불참             |
| 1920년           | 불참             | 불참             | 불참             | 불참             | 불참             | 불참             | 불참             | 불참             | 불참             |
| 1924년           | 1라운드          | 12위             | 2                | 1                | 0                | 1                | 1                | 3                | 3                |
| 1928년           | 1라운드          | 16위             | 1                | 0                | 0                | 1                | 2                | 11               | 0                |
| 1936년           | 1라운드          | 10위             | 1                | 0                | 0                | 1                | 0                | 1                | 0                |
| 1948년           | 1라운드          | 16위             | 1                | 0                | 0                | 1                | 0                | 9                | 0                |
| 1952년           | 예비라운드       | 25위             | 1                | 0                | 0                | 1                | 0                | 8                | 0                |
| 1956년           | 8강              | 8위              | 1                | 0                | 0                | 1                | 1                | 9                | 0                |
| 1960년           | 진출 실패        | 진출 실패        | 진출 실패        | 진출 실패        | 진출 실패        | 진출 실패        | 진출 실패        | 진출 실패        | 진출 실패        |
| 1964년           | 진출 실패        | 진출 실패        | 진출 실패        | 진출 실패        | 진출 실패        | 진출 실패        | 진출 실패        | 진출 실패        | 진출 실패        |
| 1968년           | 진출 실패        | 진출 실패        | 진출 실패        | 진출 실패        | 진출 실패        | 진출 실패        | 진출 실패        | 진출 실패        | 진출 실패        |
| 1972년           | 조별리그         | 14위             | 3                | 0                | 1                | 2                | 0                | 10               | 1                |
| 1976년           | 진출 실패        | 진출 실패        | 진출 실패        | 진출 실패        | 진출 실패        | 진출 실패        | 진출 실패        | 진출 실패        | 진출 실패        |
| 1980년           | 불참             | 불참             | 불참             | 불참             | 불참             | 불참             | 불참             | 불참             | 불참             |
| 1984년           | 조별리그         | 9위              | 3                | 1                | 1                | 1                | 4                | 2                | 4                |
| 1988년           | 조별리그         | 12위             | 3                | 0                | 2                | 1                | 3                | 5                | 2                |
| 1992년           | 조별리그         | 9위              | 3                | 1                | 1                | 1                | 6                | 5                | 4                |
| 1996년           | 조별리그         | 10위             | 3                | 1                | 1                | 1                | 4                | 4                | 4                |
| 2000년           | 4강              | 4위              | 6                | 1                | 3                | 2                | 9                | 11               | 6                |
| 2004년           | 진출 실패        | 진출 실패        | 진출 실패        | 진출 실패        | 진출 실패        | 진출 실패        | 진출 실패        | 진출 실패        | 진출 실패        |
| 2008년           | 조별리그         | 9위              | 3                | 1                | 1                | 1                | 4                | 4                | 4                |
| 2012년           | 진출 실패        | 진출 실패        | 진출 실패        | 진출 실패        | 진출 실패        | 진출 실패        | 진출 실패        | 진출 실패        | 진출 실패        |
| 2016년           | 진출 실패        | 진출 실패        | 진출 실패        | 진출 실패        | 진출 실패        | 진출 실패        | 진출 실패        | 진출 실패        | 진출 실패        |
| 2020년           | 진출 실패        | 진출 실패        | 진출 실패        | 진출 실패        | 진출 실패        | 진출 실패        | 진출 실패        | 진출 실패        | 진출 실패        |
| 합계             | 13회 진출(13/26) | 4위(1회)         | 31               | 6                | 10               | 15               | 34               | 82               | 28               |

### 팬아메리칸 게임
| 팬아메리칸 게임 기록 | 팬아메리칸 게임 기록 | 팬아메리칸 게임 기록 | 팬아메리칸 게임 기록 | 팬아메리칸 게임 기록 | 팬아메리칸 게임 기록 | 팬아메리칸 게임 기록 | 팬아메리칸 게임 기록 | 팬아메리칸 게임 기록 | 팬아메리칸 게임 기록 |
| 년도                 | 결과                 | 순위                 | 경기                 | 승                   | 무*                  | 패                   | 득점                 | 실점                 | 승점                 |
| -------------------- | -------------------- | -------------------- | -------------------- | -------------------- | -------------------- | -------------------- | -------------------- | -------------------- | -------------------- |
| 1951년               | 불참                 | 불참                 | 불참                 | 불참                 | 불참                 | 불참                 | 불참                 | 불참                 | 불참                 |
| 1955년               | 불참                 | 불참                 | 불참                 | 불참                 | 불참                 | 불참                 | 불참                 | 불참                 | 불참                 |
| 1959년               | 동메달               | 3위                  | 6                    | 4                    | 0                    | 2                    | 25                   | 15                   | 12                   |
| 1963년               | 결선리그             | 5위                  | 4                    | 0                    | 0                    | 4                    | 3                    | 30                   | 0                    |
| 1967년               | 조별리그             | 6위                  | 3                    | 1                    | 0                    | 2                    | 6                    | 10                   | 3                    |
| 1971년               | 2라운드              | 6위                  | 8                    | 2                    | 1                    | 5                    | 9                    | 18                   | 7                    |
| 1975년               | 조별리그             | 12위                 | 2                    | 0                    | 0                    | 2                    | 1                    | 4                    | 0                    |
| 1979년               | 2라운드              | 6위                  | 4                    | 2                    | 0                    | 2                    | 9                    | 10                   | 6                    |
| 1983년               | 조별리그             | 8위                  | 3                    | 0                    | 1                    | 2                    | 1                    | 5                    | 1                    |
| 1987년               | 조별리그             | 6위                  | 3                    | 1                    | 1                    | 1                    | 3                    | 3                    | 4                    |
| 1991년               | 금메달               | 우승                 | 5                    | 5                    | 0                    | 0                    | 10                   | 4                    | 15                   |
| 1995년               | 조별리그             | 12위                 | 3                    | 0                    | 0                    | 3                    | 0                    | 9                    | 0                    |
| 1999년               | 동메달               | 3위                  | 6                    | 3                    | 1                    | 2                    | 6                    | 8                    | 10                   |
| 2003년               | 진출 실패            | 진출 실패            | 진출 실패            | 진출 실패            | 진출 실패            | 진출 실패            | 진출 실패            | 진출 실패            | 진출 실패            |
| 2007년               | 조별리그             | 7위                  | 3                    | 1                    | 0                    | 2                    | 4                    | 7                    | 3                    |
| 2011년               | 진출 실패            | 진출 실패            | 진출 실패            | 진출 실패            | 진출 실패            | 진출 실패            | 진출 실패            | 진출 실패            | 진출 실패            |
| 2015년               | 진출 실패            | 진출 실패            | 진출 실패            | 진출 실패            | 진출 실패            | 진출 실패            | 진출 실패            | 진출 실패            | 진출 실패            |
| 합계                 | 12회 진출(12/17)     | 금메달(1회)          | 50                   | 19                   | 4                    | 27                   | 77                   | 123                  | 61                   |

## 같이 보기
- 아메리칸 아웃로스